# Cerodontha muscina
Cerodontha muscina är en tvåvingeart som först beskrevs av Johann Wilhelm Meigen 1830.  Cerodontha muscina ingår i släktet Cerodontha och familjen minerarflugor. Arten är reproducerande i Sverige. Inga underarter finns listade i Catalogue of Life.